# Ljubomir Denković
Ljubomir Denković (Ljanik, 15. april 1936) srpski je vajar. 

## Biografija
Rođen je od majke Ljubice i oca Đorđija. Godine 1957. završio je Srednju školu za primenjenu umetnost - odsek vajarstvo - u Skoplju, a 1962. је diplomirao na Akademiji likovnih umetnosti u Ljubljani - odsek vajarstvo - u klasi profesora Borisa i Zdenka Kalina. Od 1963. do 1971. radi kao profesor u Srednjoj školi za primenjenu umetnost u Novom Sadu. Član ULUS-a (Udruženje likovnih umetnika Srbije) postao je 1968. godine. Od 1971. do 1977. radi kao samostalni umetnik u Novom Sadu. Godine 1977. izabran je na Akademiji umetnosti u Novom Sadu u zvanje docenta. 2004. je penzionisan kao redovni profesor, nastavljajući i dalje da se bavi stvaralačkim radom. Živi u Novom Sadu sa suprugom Jelenom sa kojom ima četvoro dece - Ljubicu, Milicu, Dušicu i Marka.

## Poetika stvaralaštva
U skulpturama Ljubomira Denkovića preovladavaju osnovni prirodni materjali - zemlja i kamen -  pretvoreni u oble forme.  U izrazu najčešće koristi mermer i terakotu. Nenametljive nijanse ovih materjala odlično se uklapaju u prostore kojima su namenjeni, bilo da se radi o galerijskom prostoru, urbanom prostoru ili su smeštene u prirodni ambijent. 
Korene začetaka skulpture Denković je svakako iznedrio iz rodnog kraja. Malo mesto Ljanik, smešteno u brdovite predele juga Srbije, dalo je snažan pečat stvaralštvu ovog vajara. Na tom putu neke zaustavne stanice bile su: Skoplje (Srednja umetnička škola) i Ljubljana (Akademija umetnosti), koje su mu otvorile put kao slobodnom i značajnom stvaraocu. Međutim, bez obzira na urbane sredine u kojima će se odvijati autorov život, najranije detinjstvo ostavilo je dubok trag. 
Pejzaž, bitno udaljen od urbanog sveta, koji će Denković nositi u sebi i realizovati u svojoj umetnosti, poprima, na prvi pogled, apstraktan oblik, koji ima jasan smisao u realnom svetu. To vizuleno iskustvo, koje se temelji na mitskim slikama, preoblikovaće se u godinama zrelog stvaralaštva u suštinu Denkovićeve stvaralčke poetike. Okružen pitominom brdskog ambijenta umetnik je, zasigurno, poneo obrise organskih formi, kao arhetipske slike koje ga nikada neće napustiti, naprotiv, biće mu nepresušna inspiracija. 

## Nagrade i priznanja
Denković je tokom svog života poneo mnogo nagrada, priznanja, učešća u likovnim kolonijama (Srbija, BiH, Hrvatska, Francuska) i na međunarodnim simpozijumima (Srbija, Slovenija, Hrvatska, Kina). Mnoge galerije i muzeji u Srbiji i svetu poseduju Denkovićeva dela (Zavičajna galerija Muzeja grada Novog Sada, Muzej savremene umetnosti Vojvodine Архивирано на веб-сајту  (31. децембар 2018), Umjetnički muzej Crne Gore u Cetinju, Muzej i galerija slika u Bečeju, Savremena galerija u Budimpešti Архивирано на веб-сајту  (23. март 2019), Narodni muzej u Iloku).  Nagrade za skulpturu galerijskog formata: Novom Sadu, Bečeju, Ečki i Pančevu. Nagrade za monumentalnu spomeničku skulpturu: Sarajevo, Veles, Rim, Jelašinovci i Sanski most.

### Nagređena i izvedena spomenička skulptura
- II nagrada na Konkursu za idejno rešenje reljefa na železničkoj stanici u Novom Sadu, Novi Sad (Srbija),(1966)
- II nagrada na Konkursu za idejno rešenje spomenika novosadskoj „Desetini“ na Čeneju, Novi Sad (Srbija),(1970)
- I nagrada na Jugoslovenskom konkursu za idejno rešenje spomenika Đuri Đakoviću (beli mermer). Sa arh. D. Kiridžićem, Sarajevo (BiH),(1971)
- Otkupna nagrada na Jugoslovenskom konkursu za idejno rešenje spomenika Lenjina. Sa arh. D. Kiridžićem, Beograd (Srbija),(1972)
- III nagrada na Jugoslovenskom konkursu za idejno rešenje spomenika i Spomen - muzeja Batinske bitke na Dunavu. Sa arh. S. Subotinom, Sombor (Srbija),(1974)
- Nagrada Fonda Saveznog odbora SUBNOR-a, kao vanredno društveno priznanje za stvaralaštvo i rad od značaja za negovanje revolucionarnih tradicija NOB- a u oblasti likovnog stvaralaštva („4. jul“), Beograd (Srbija),(1974)
- Otkupna nagrada za idejno rešenje Spomen- kosturnice u Gorici. Sa arh. S. Subotinom, Beograd (Srbija),(1974)
- III nagrada na Jugoslovenskom konkursu za idejno rešenje spomenika za obeležavanje Sremskog fronta. Sa arh.S. Subotinom, Beograd (Srbija),(1974)
- I nagrada na Jugoslovenskom konkursu za idejno rešenje Spomen - kosturnice u Velesu. Sa arh. S. Subotinom, Veles (Makedonija),(1974)
- I nagrada za idejno rešenje na Jugoslovenskom konkursu za Spomen - kosturnicu u Rimu (mermer). Sa arh. S. Subotinom, Rim (Italija),(1975)
- II nagrada na Jugoslovenskom konkursu za idejno rešenje Spomen - obeležja na Grmeču, kod Sanskog Mosta. Sa dipl. inž. arh. M. Matovićem i arh. S. Subotinom, Sanski Most (BiH),(1976)
- I nagrada na drugostepenom Jugoslovenskom konkursu za idejno rešenje Spomen - obeležja na Grmeču, kod Sanskog Mosta. Sa dipl. ing. arh. M. Matovićem i arh. S. Subotinom, Sanski Most (BiH),(1976)
- III nagrada na Jugoslovenskom konkursu za idejno rešenje Spomen- groblja u Novom Sadu. Sa dipl. inž. arh. M. Matovićem, Novi Sad (Srbija),(1977)
- I nagrada na Jugoslovenskom konkursu za idejno rešenje spomenika o borbi vranjanskog kraja u revoluciji. Sa dipl. ing. arh. M. Matovićem, Vranje (Srbija),(1977)
- II nagrada na Jugoslovenskom konkursu za idejno rešenje spomenika palim borcima NOR-a i žrtvama fašističkog terora u Zavidovićima. Sa dipl. ing. arh. M. Matovićem, Zavidovići (BiH),(1979)
- Otkupna nagrada za idejno rešenje spomen - obeležja. Sa dipl. ing.arh. M. Matovićem, Donja Gradina, Jasenovac (Hrvatska),(1979)
- Otkupna nagrada za idejno rešenje spomenika „Šumadija“ u Kragujevcu. Sa dipl. ing.arh. M. Matovićem, Kragujevac (Srbija),(1979)
- Nagrada za skulpturu, Vrnjačka Banja (Srbija),(1987)

## Skulptura u javnom prostoru
- Kej žrtava racije, „Kameni cvet“ – mermer, Novi Sad, Srbija
- Rimski šančevi, fontana – mermer, Novi Sad, Srbija
- Spomen - obeležje palim borcima u toku rata od 1941-1945. – mermer, Bački Petrovac, Srbija
- Skulptura „Pupoljci“– terakota, Kikinda, Srbija
- Park skulptura „Na vetrometini“ – mermer, Labin, Hrvatska
- Spomen-obeležje palim borcima u toku rata od 1941-1945. – mermer, Jelašinovci, Bosna i Hercegovina
- Skulptura u prostoru – mermer, Leskovac, Srbija
- Skulptura u prostoru, „Kretanje“– mermer, Pančevo, Srbija
- Skulptura u prostoru, „ Razlistavanje“ – mermer, Pale, Bosna i Hercegovina
- Halovita brda, skulptura u prostoru– mermer. Pale, Bosna i Hercegovina
- Skulptura, Kameni cvet“ – mermer, Čangčun, Kina

## Galerija
- Grmeč, 1976.
- Labin, Hrvatska
- Kina, 1998.
- Spomen Kosturnica, Rim
- Spomen-kosturnica Veles, Makedonija
- Kina, mermer, 1998.

## Spoljašnje veze
- Designers & Creators Directory Ljubomir Denković (jezik: engleski)
- Skulpture Srbija Архивирано на веб-сајту  (23. март 2019)
- Akademija umetnosti Novi Sad
- Muzej savremene umetnosti Vojvodine Архивирано на веб-сајту  (31. децембар 2018)